# Мобільний армійський хірургічний шпиталь

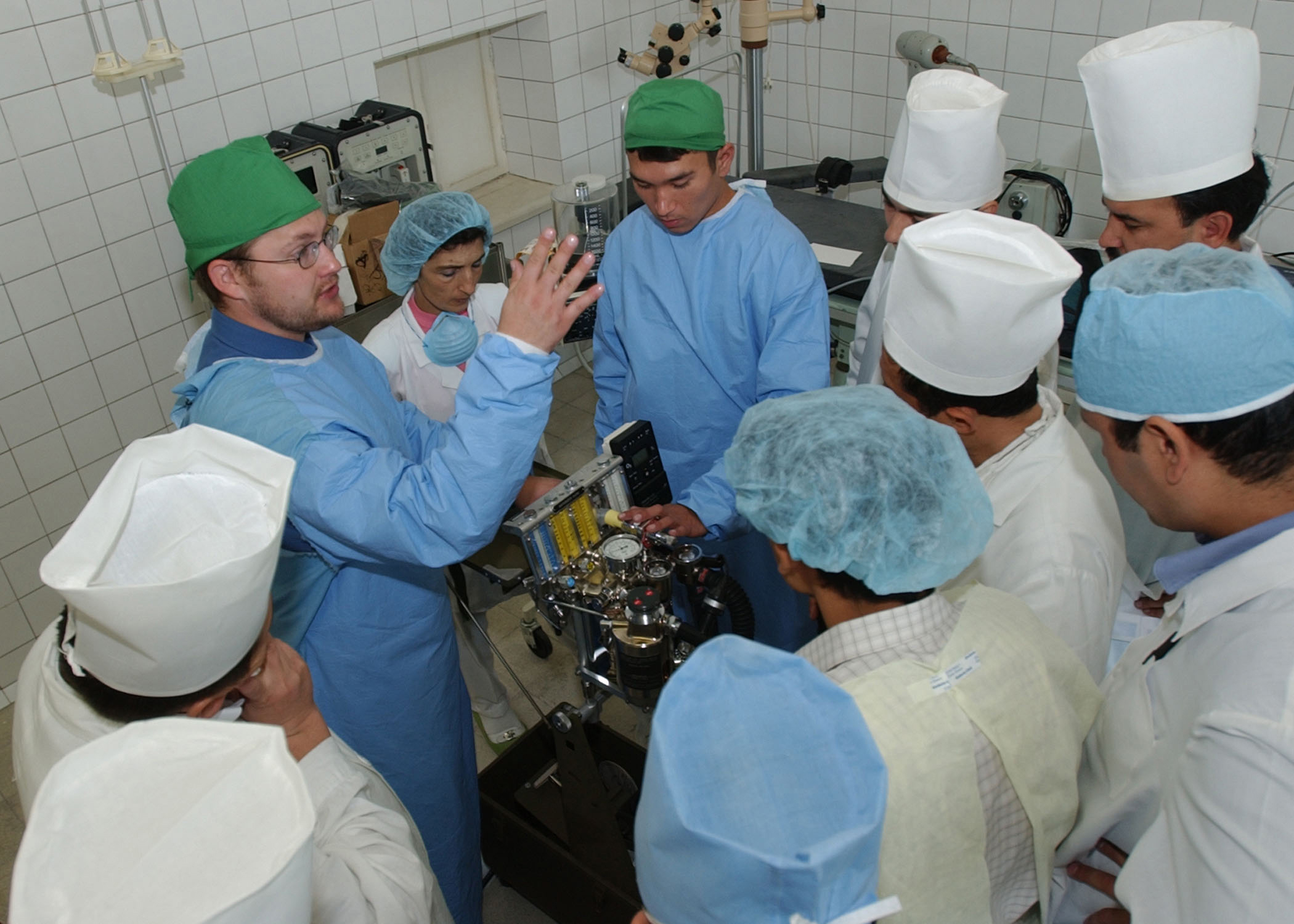
Військовий медик з 212-го Мобільного армійського хірургічного госпіталю (MASH) США з місцевим перекладачем навчає роботи узбецьких анестезіологів на 885 мобільному наркозному апараті у Екстреному медичному центрі Фергани у ході операції «Дати надію».

Через популярність серіалу M*A*S*H розмовне вживання може відноситись до будь-якого мобільного військового польового госпіталю.
Мобільний армійський хірургічний госпіталь (англ. Mobile Army Surgical Hospital, MASH)  — медичний підрозділ  Армії США, що працює як повністю функціональний госпіталь у зоні бойових операцій. Такі типи госпіталів вперше були запроваджені у серпні 1945 року і розгортались під час Корейської війни та подальших конфліктів. Термін став відомим завдяки телесеріалу M*A*S*H, що описав функціювання уявного госпіталю такого типу. Армія США деактивувала останній MASH 16 лютого 2006. Наступником Мобільного армійського хірургічного госпіталю є Госпіталь бойової підтримки.

## Опис
Підрозділ MASH був задуманий Майклом ДеБейкі та іншими хірургічними консультантами як «мобільний армійський хірургічний госпіталь», також значний внесок в створення програми MASH вніс полковник Гаррі А. Фергюсон, офіцер Токійського армійського госпіталю. Програма MASH була альтернативою системі портативних хірургічних госпіталів, польових госпіталів та загальних госпіталів, що функціонували під час Другої світової війни. Система мобільних армійських хірургічних госпіталів була розроблена для створення умов роботи досвідченого персоналу ближче до фронту, завдяки чому кваліфікована медична допомога пораненим надається швидше. Етапи медичної евакуації армії США включають надання медичної допомоги на місці поранення, після чого поранені потрапляють до медичного пункту батальйону, після чого за показаннями до MASH. Ці етапи показали високу ефективність під час Корейської війни: якщо поранений потрапляв до MASH живим, він мав більше ніж 97 % шансів на виживання, після отримання лікування на цьому етапі евакувації.
Слід також відмітити, що MASH став відомий у масовій культурі у 1968 завдяки новелі MASH, написаній Річардом Хукером та художньому фільму, знятому на основі новели у 1970, та тривалому телесеріалу (1972—1983). У 1953 дія фільму «Бойовий цирк» також відбувається у MASH.
Система MASH була задіяна в різних конфліктах, включаючи війну у В'єтнамі.

## MASH уM*A*S*H
У силу необхідності підрозділ «4077-й MASH», описаний у новелі, фільмі та телесеріалі був значно меншим за справжні підрозділи MASH. Показаний 4077-й складався з 4 хірургів, близько 10 медсестер і 50–70 рядових. У середньому за 24-годинний період вони можуть допомогти 300 пораненим солдатам. Для порівняння: 8076-й Мобільний армійський хірургічний госпіталь має персонал у складі 10 медичних офіцерів, 12 офіцерів-медсестер, 89 рядових різних медичних та немедичних спеціальностей. В одному випадку підрозділ опрацював за 24 години понад 600 жертв.

## Більше інформації
- 300th Mash: Desert Shield/Storm, Germany, 1991. S.l: s.n, 1991. OCLC 26838805
- Apel, Otto F.; Apel, Pat. MASH: an army surgeon in Korea. Lexington: University Press of Kentucky, 1998. ISBN 0-8131-2070-5. OCLC 38738909.
- Churchill, Edward D. Surgeon to soldiers; diary and records of the Surgical Consultant, Allied Force Headquarters, World War II. Philadelphia, Lippincott [1972]. ISBN 0-397-59053-9. OCLC 267039.
- Cowdrey, Albert E. The medics' war. Washington, D.C. : Center of Military History, U.S. Army, 1987. OCLC 14378361.
- Garrett Corporation. 45th MASH, Tay Ninh, Republic of Vietnam. Phoenix, Ariz: AiResearch Manufacturing Division, 1967. OCLC 701255387
- Gouge, Steven F. Commanding the 212th MASH in Bosnia. Carlisle Barracks, Pa. : U.S. Army War College, 2001. OCLC 49979530.
- King, Booker, and Ismalil Jatoi. «The mobile Army surgical hospital (MASH): a military and surgical legacy.» Journal of the national medical association 97.5 (2005): 648.
- Kirkland, Richard C. MASH angels: tales of an air-evac helicopter pilot in the Korean War. Short Hills, NJ: Burford Books, 2009. ISBN 1-58080-158-7. OCLC 318421406.
- Marble, Sanders. "The Evolution and Demise of the MASH, 1946—2006: Organizing to Perform Forward Surgery as Medicine and the Military Change, " Army History (Summer 2014) #92 online [Архівовано 4 березня 2016 у Wayback Machine.]
- Marble, Sanders. Skilled and resolute: a history of the 12th Evacuation Hospital and the 212th MASH, 1917—2006. Office of the Surgeon General, United States Army, Washington, DC, 2013. ISBN 0-16-092253-4. OCLC 861789107.
- Porr, Darrel R. To be there, to be ready, and to save lives: far-forward medical care in combat. Carlisle Barracks, PA: U.S. Army War College, 1993. OCLC 28208258
- United States. Army. Office. Chief of Army Field Forces. Airborne mobile army surgical hospital. Office, Chief of Army Field Forces, Army Airborne Center, 1951. OCLC 32681031.
- United States. Department of the Army. Mission training plan for the Mobile Army Surgical Hospital (MASH). Washington, D.C.: Headquarters, Dept. of the Army, [1993]. OCLC 39193710.
- United States. Mobile Army Surgical Hospital, 45th. Unit history of the 45th Surgical Hospital (8076th AU): unit activation to 10 Aug 53. 1953. OCLC 14145260.
- Watts, David M. The creation of the portable surgical hospital. [1982?]. OCLC 45409004.